# Tony Battie
Demetrius Antonio Battie, detto Tony (Dallas, 11 febbraio 1976), è un ex cestista statunitense, professionista nella NBA.

## Carriera
È stato selezionato dai Denver Nuggets al primo giro del Draft NBA 1997 (5ª scelta assoluta).

## Statistiche

### College
| Anno      | Squadra         | PG | PT | MP   | TC%  | 3P%  | TL%  | RP   | AP  | PRP | SP  | PP   |
| --------- | --------------- | -- | -- | ---- | ---- | ---- | ---- | ---- | --- | --- | --- | ---- |
| 1994-1995 | TTU Red Raiders | 29 | -  | 12,7 | 49,0 | 0,0  | 66,7 | 4,4  | 0,6 | 0,3 | 0,8 | 3,9  |
| 1995-1996 | TTU Red Raiders | 30 | 29 | 26,9 | 51,6 | 28,6 | 63,2 | 8,9  | 1,1 | 0,7 | 2,3 | 9,7  |
| 1996-1997 | TTU Red Raiders | 28 | 28 | 34,9 | 57,9 | 37,5 | 65,6 | 11,8 | 0,8 | 0,9 | 2,5 | 18,8 |
| Carriera  | Carriera        | 87 | 57 | 24,7 | 54,5 | 27,8 | 64,9 | 8,3  | 0,8 | 0,6 | 1,9 | 10,7 |

### NBA

#### Regular Season
| Anno      | Squadra             | PG  | PT  | MP   | TC%  | 3P%  | TL%  | RP  | AP  | PRP | SP  | PP  |
| --------- | ------------------- | --- | --- | ---- | ---- | ---- | ---- | --- | --- | --- | --- | --- |
| 1997-1998 | Denver Nuggets      | 65  | 49  | 23,2 | 44,6 | 21,4 | 70,2 | 5,4 | 0,9 | 0,8 | 1,1 | 8,4 |
| 1998-1999 | Boston Celtics      | 50  | 15  | 22,4 | 51,9 | 0,0  | 67,2 | 6,0 | 1,1 | 0,6 | 1,4 | 6,7 |
| 1999-2000 | Boston Celtics      | 82  | 4   | 18,4 | 47,7 | 12,5 | 67,5 | 5,0 | 0,8 | 0,6 | 0,9 | 6,6 |
| 2000-2001 | Boston Celtics      | 40  | 25  | 21,1 | 53,7 | 0,0  | 63,8 | 5,8 | 0,4 | 0,7 | 1,5 | 6,5 |
| 2001-2002 | Boston Celtics      | 74  | 73  | 24,6 | 54,1 | 0,0  | 67,7 | 6,5 | 0,5 | 0,8 | 0,9 | 6,9 |
| 2002-2003 | Boston Celtics      | 67  | 62  | 25,1 | 53,9 | 20,0 | 74,6 | 6,5 | 0,7 | 0,5 | 1,2 | 7,3 |
| 2003-2004 | Boston Celtics      | 23  | 6   | 21,8 | 47,9 | 100  | 69,7 | 5,1 | 0,9 | 0,3 | 0,9 | 5,9 |
| 2003-2004 | Cleveland Cavaliers | 50  | 1   | 19,5 | 42,7 | 12,5 | 76,8 | 4,8 | 0,7 | 0,4 | 0,9 | 5,4 |
| 2004-2005 | Orlando Magic       | 81  | 32  | 23,4 | 46,0 | 0,0  | 72,3 | 5,6 | 0,5 | 0,4 | 1,0 | 4,9 |
| 2005-2006 | Orlando Magic       | 82  | 82  | 27,0 | 50,7 | 0,0  | 66,4 | 5,6 | 0,6 | 0,6 | 0,8 | 7,9 |
| 2006-2007 | Orlando Magic       | 66  | 66  | 23,9 | 48,9 | 0,0  | 67,5 | 5,2 | 0,5 | 0,4 | 0,5 | 6,1 |
| 2008-2009 | Orlando Magic       | 77  | 3   | 15,6 | 48,9 | 22,2 | 65,9 | 3,6 | 0,4 | 0,3 | 0,3 | 4,8 |
| 2009-2010 | N.J. Nets           | 15  | 0   | 8,9  | 35,0 | 25,0 | 70,0 | 1,5 | 0,2 | 0,3 | 0,1 | 2,4 |
| 2010-2011 | Philadelphia 76ers  | 38  | 0   | 9,9  | 46,9 | 66,7 | 57,1 | 2,6 | 0,3 | 0,1 | 0,4 | 2,6 |
| 2011-2012 | Philadelphia 76ers  | 27  | 11  | 10,9 | 37,3 | 0,0  | 100  | 2,5 | 0,6 | 0,1 | 0,2 | 1,6 |
| Carriera  | Carriera            | 837 | 429 | 21,1 | 48,8 | 16,2 | 69,0 | 5,1 | 0,6 | 0,5 | 0,9 | 6,1 |

#### Playoffs
| Anno     | Squadra            | PG | PT | MP   | TC%  | 3P% | TL%  | RP  | AP  | PRP | SP  | PP  |
| -------- | ------------------ | -- | -- | ---- | ---- | --- | ---- | --- | --- | --- | --- | --- |
| 2002     | Boston Celtics     | 16 | 16 | 27,7 | 48,8 | -   | 61,9 | 7,6 | 0,8 | 0,6 | 1,9 | 6,1 |
| 2003     | Boston Celtics     | 10 | 10 | 21,3 | 56,4 | 0,0 | 50,0 | 4,9 | 0,5 | 0,4 | 1,4 | 6,6 |
| 2007     | Orlando Magic      | 4  | 4  | 21,8 | 38,9 | -   | 25,0 | 4,0 | 0,3 | 0,0 | 0,0 | 3,8 |
| 2009     | Orlando Magic      | 21 | 0  | 6,1  | 46,7 | -   | 60,0 | 1,0 | 0,1 | 0,0 | 0,1 | 2,1 |
| 2011     | Philadelphia 76ers | 5  | 0  | 7,6  | 42,9 | -   | 50,0 | 2,0 | 0,0 | 0,0 | 0,6 | 1,4 |
| Carriera | Carriera           | 56 | 30 | 16,2 | 49,3 | 0,0 | 55,0 | 3,9 | 0,4 | 0,3 | 0,9 | 4,1 |